# Alsodes barrioi
Alsodes barrioi é uma espécie de anfíbio anuro da família Alsodidae. É considerada vulnerável pela Lista Vermelha da UICN. Está presente em Chile.